# Дзержаново (Плоцький повіт)
Дзержаново (пол. Dzierżanowo) — село в Польщі, у гміні Мала Весь Плоцького повіту Мазовецького воєводства.
Населення — 350 осіб (2011).
У 1975-1998 роках село належало до Плоцького воєводства.

## Демографія
Демографічна структура станом на 31 березня 2011 року:
|          | Загалом | Допрацездатний вік | Працездатний вік | Постпрацездатний вік |
| -------- | ------- | ------------------ | ---------------- | -------------------- |
| Чоловіки | 186     | 33                 | 140              | 13                   |
| Жінки    | 164     | 32                 | 93               | 39                   |
| Разом    | 350     | 65                 | 233              | 52                   |